# Propuestas de Frankfurt

Mapa político de Francia en 1801

Las propuestas de Frankfurt o el memorando de Frankfurt fue una iniciativa de paz de la Coalición diseñada por el ministro de Relaciones Exteriores de Austria Klemens von Metternich. Se ofreció al emperador francés Napoleón I en noviembre de 1813 después de haber sufrido una derrota decisiva en la batalla de Leipzig. El objetivo era un final pacífico de la Guerra de la Sexta Coalición. 
Los aliados de la Sexta Coalición habían expulsado a las tropas francesas de la mayor parte de Alemania hasta el Rin, pero no habían decidido el siguiente paso, ante ello el austríaco Metternich tomó la iniciativa. Los Aliados, reunidos en la ciudad alemana de Frankfurt, redactaron las propuestas bajo la estrecha supervisión de Metternich. El diplomático británico presente, Lord Aberdeen, entendió mal la posición de Londres y aceptó los términos moderados.
La propuesta era que Napoleón permanecería como emperador de Francia, pero el Primer Imperio Francés quedaría reducido a lo que los revolucionarios franceses reclamaron como las "fronteras naturales" de Francia: los Pirineos, los Alpes y el Rin. Francia retendría el control de Flandes, Valonia, todo el sur de los Países Bajos, Saboya y Renania (dominando así toda la orilla occidental del Rin), zonas conquistadas y anexionadas durante las primeras guerras de la Revolución Francesa, mientras renunciaba a otras conquistas, incluidas España, Polonia y el sector norte de los Países Bajos, así como la mayor parte de Italia y Alemania al este del Rin.
En una reunión privada en Dresde en junio, Napoleón y Metternich ya habían discutido los términos. La versión final fue transmitida a Napoleón por el barón de Saint-Aignon, diplomático francés capturado por los rusos en Alemania, en noviembre de 1813. Metternich le dijo a Napoleón que estos eran los mejores términos que probablemente ofrecerían los Aliados, y después de más derrotas francesas, los términos se volverían cada vez más duros. La motivación de Metternich era mantener a Francia como un agente de equilibrio frente al renovado poderío del Imperio ruso, al tiempo que ponía fin a la serie de guerras altamente desestabilizadoras.
Napoleón apareció estaba dispuesto a enviar a su ministro de Asuntos Exteriores, Maret, duque de Bassano, para discutir los términos de paz en Mannheim, y en tal sentido el 16 de noviembre, escribió a Metternich. Pero más tarde, Napoleón cambió de opinión y pensó en enviar al general Caulaincourt -cuñado del barón de Saint-Aignon- a Mannheim en lugar de Maret, demorando su respuesta concreta y sin permitir que Saint-Aignon presente su informe ante el Senado. Al mismo tiempo, negoció en secreto con el Papado para devolver sus estados al papa Pío VII e intentó poner fin a la campaña española dictando a Fernando VII, prisionero aún, el Tratado de Valençay del 11 de diciembre de 1813, que si bien restablecía a los Borbones en el trono español le habría permitido a Bonaparte contar con unos 110.000 soldados franceses inmovilizados al sur de los Pirineos. En paralelo, Napoleón aprobaba un nuevo decreto de movilización militar a gran escala para obtener 160,000 nuevos reclutas y paliar las graves pérdidas humanas sufridas en la retirada de Rusia un año antes; por otro lado las revueltas de Países Bajos, densamente poblados, habían dejado a Francia sin una importante fuente de nuevos efectivos para el ejército imperial.
El 4 de diciembre de 1813, los aliados, sin respuesta desde Francia, interrumpieron las conversaciones lanzando una proclama pública en la que afirmaban haber querido hacer la paz en términos moderados, exigiendo solo la independencia de los pueblos conquistados por Napoleón, "confirmando al Imperio francés un tramo de territorio que Francia nunca había conocido bajo sus reyes". Ante la demora de Bonaparte, en diciembre Austria pactó tratados con los demás aliados y Gran Bretaña rechazó formalmente los términos de Fráncfort porque podrían permitir que Bélgica se convirtiera en una base para una invasión de Gran Bretaña y, como resultado, la oferta fue retirada.
Cuando los Aliados invadieron Francia a finales de 1813, Napoleón fue superado en número y en febrero de 1814 trató de reabrir las negociaciones de paz sobre la base de la aceptación de las propuestas de Frankfurt. Los aliados tenían ahora términos nuevos y más duros que incluían la retirada de Francia a sus fronteras de 1791, lo que significaba la pérdida de Bélgica y Renania. Napoleón se negó rotundamente a esta oferta y empezó la campaña final, esta vez con los coaligados en territorio francés. Tras una serie de derrotas, Napoleón finalmente se vio obligado a abdicar el 6 de abril de 1814.
Si bien historiadores franceses consideraron que las "Propuestas de Frankfurt" eran solo un truco de propaganda de Metternich para desalentar la movilización francesa e impedir el empleo de los últimos recursos del Imperio napoleónico, historiadores foráneos consideran que Metternich sí estimaba sinceramente la necesidad de una paz, considerando que las graves pérdidas de soldados y territorio de 1812-1813 impedirían a Francia proseguir la guerra, pero deseoso también Metternich que Austria y Prusia no desgastaran más sus fuerzas en una nueva campaña contra los franceses, al tiempo que Metternich -manteniendo una Francia medianamente fuerte- atajaba un crecimiento del poderío de Rusia en Europa, y poniendo fin a la guerra evitaba a Austria seguir endeudándose con Gran Bretaña, principal financista de la Sexta Coalición. 